# Alexis Joris
Pour les articles homonymes, voir Joris.
Alexis Joris, né le 8 septembre 1800 à Monthey et décédé le 22 août 1867 à La Marque (Champ-sur-Barse), est une personnalité politique et militaire suisse.

## Biographie
Alexis Joris est né le 8 septembre 1800 à Monthey. Il est le fils de François-Emmanuel Joris, avocat et notaire, et de Patience du Fay, fille de Pierre-Louis du Fay, châtelain.
Après des études classiques aux collèges de Sion (1812-1818), puis de Saint-Maurice (1819-1822), il sera Officier de la Garde royale suisse de Charles X entre 1824 et 1830. Licencié en 1830, il revient en Valais et s'établit à Illarsaz (commune de Collombey-Muraz) où il s'adonne à l'agriculture.
C'est à Illarsaz qu'on viendra, en 1840, chercher l'officier pour commander un bataillon bas-valaisan qui s'illustrera au combat de Saint-Léonard, le 1er avril 1840. Le 15 février 1843, il se mariera, à Saxon, avec Clarisse Grasset, fille de Jacques, alors directeur des forges d'Ardon. En août 1843 et en mai 1844, il dirigera les expéditions des corps francs du Bas-Valais sur Sion.
Exilé en 1844 à la suite de la bataille du Trient, il se réfugiera d'abord dans le canton de Vaud, puis s'établira à La Baume-d'Hostun, dans la Drôme, où on le trouve déjà fixé en 1846.
En novembre 1847, Alexis Joris est de retour au pays. À Aigle, il fait partie du « comité patriotique valaisan » présidé par Casimir Dufour, en l'absence du lieutenant-colonel Maurice Barman, en ce moment mobilisé en qualité d'adjudant de la première division fédérale, et il va rentrer en Valais avec les troupes du colonel Rilliet de Constant. Le 27 janvier 1848, en séance du Grand Conseil, il est élu chef de l'état-major cantonal, avec le grade de lieutenant-colonel. Il conservera ce titre jusqu'en 1865 où il figure pour la dernière fois comme tel dans l'Annuaire officiel du canton du Valais.
Mais Joris a déjà regagné sa campagne à La Baume-d'Hostun, où il recevra un sabre d'honneur de la part de ses compagnons d'armes de 1840 et où il résidera jusqu'en 1863 ; c'est en cette année qu'il va s'installer à La Marque, près de Vendeuvre-sur-Barse, dans l'Aube, où il mourra, le 22 août 1867.

## Source
- A. Donnet, « Sur la jeunesse d'Alexis Joris chef militaire de la Jeune Suisse », André Donnet, Annales valaisannes, vol. 45, 1970, p. 3-103